# 1432 en santé et médecine
| Années de la santé et de la médecine : 1429 - 1430 - 1431 - 1432 - 1433 - 1434 - 1435    |
| Décennies de la santé et de la médecine : 1400 - 1410 - 1420 - 1430 - 1440 - 1450 - 1460 |

Cet article présente les faits marquants de l'année 1432 en santé et médecine.

## Événements
- 16 mars : le roi Charles VII confirme la fondation de l'université de Poitiers, qui comprend dès l'origine une faculté de médecine[1].
- 3 octobre : en même temps que celles des arts et de théologie, le pape Eugène IV fonde la faculté de médecine de l'université d'Angers dont le roi Charles VII confirmera la création en mai 1433[2].
- Ouverture à  à Dubrovnik, capitale de la république de Raguse, d'un orphelinat muni d'un tour d'abandon[3].
- Trois porcs sont sacrifiés par la Sérénissime pour essayer le poison que les Dix prévoient d'utiliser contre Sigismond de Luxembourg[4].

## Publication
- Christian de Prachatice (1360-1439), médecin de Sigismond Ier, roi de Bohême, fait paraître son « manuel thérapeutique de poche[5] ».

## Personnalités
- 1401-1432 : fl. Jean Basin, professeur de médecine à Paris[6].
- 1414-1432 : fl. Guillaume Francisci, reçu docteur en médecine à Paris en 1424 ; enseigne jusqu'en 1430, assiste en 1432, au concile de Bâle[6].

## Décès
- 1432 ou 1433 : Henri Doigny (né à une date inconnue), reçu docteur en médecine à Paris, doyen de la faculté en 1400, médecin du duc d'Orléans ; a soigné le roi Charles VI et le duc de Berry[6].